# Kirkwood (Delaware)
Kirkwood é uma comunidade sem personalidade jurídica do Condado de New Castle, Delaware, Estados Unidos. Situa-se junto ao Delaware Route 71, a sudoeste da cidade de Wilmington, a sede do Condado de New Castle. Sua altitude é de 69 pés (21 m). Embora seja sem personalidade jurídica, tem uma estação de correios, com o CEP de 19708.